# Alseis
Alseis, biljni rod iz porodice broćevki smješten u tribus Condamineeae. Sastoji se od desetak vrsta raširenih u Americi od južnog Meksika do južnog Brazila

## Vrste
1. Alseis blackiana Hemsl.
2. Alseis costaricensis C.M.Taylor
3. Alseis eggersii Standl.
4. Alseis floribunda Schott
5. Alseis gardneri Wernham
6. Alseis hondurensis Standl.
7. Alseis involuta K.Schum.
8. Alseis labatioides H.Karst. ex K.Schum.
9. Alseis latifolia Gleason
10. Alseis longifolia Ducke
11. Alseis lugonis L.Andersson
12. Alseis microcarpa Standl. & Steyerm.
13. Alseis mutisii Moldenke
14. Alseis peruviana Standl.
15. Alseis pickelii Pilg. & Schmale
16. Alseis reticulata Pilg. & Schmale
17. Alseis smithii Standl.
18. Alseis yucatanensis Standl.